# Pusztacsó
Pusztacsó – wieś na Węgrzech, w komitacie Vas, w powiecie Kőszeg, 15 km od Szombathely.
Pierwsza wzmianka o miejscowości pochodzi z 1248 roku.
W 2014 była zamieszkiwana przez 146 osób, a w 2015 przez 149 osób.
Burmistrzem jest Kornél Kollarits.
We wsi odbywa się co roku Falunapi Malacfesztivál.